# Recenzija
Recenzija (prikaz, ocjena, engl. critical review) jedan od glavnih oblika obavještavanja o sadržaju dokumenta; kritičko zauzimanje stava prema nekom dokumentu; za recenziju je karakteristično da bezuvjetno ne teži da prikaže sve važne sadržaje dokumenta i za nju nije obavezno da bude kratka. Recenzija se sastoji od dva glavna dijela – jedan je namijenjen uredniku, a drugi autoru. Ocjenjivači od većine urednika dobivaju posebne obrasce u kojima se upisuju ocjene pojedinih vidova priloženog članka. “Rukopisi članaka podliježu stručnoj, jezičnoj i uredničkoj recenziji u smislu općih stručnih i publicističkih normi časopisa. Rukopis članka će se prihvatiti za objavljivanje na temelju povoljnih recenzija.“ Te obrasce svakako valja pažljivo ispuniti. Osim toga, obično postoji jedna prazna stranica za komentare uredniku, te jedna ili više praznih stranica na koje se upisuju primjedbe autoru. Ni jedan dio recenzije ne bi trebalo pisati rukom, jer zbog nečitkosti neke važne primjedbe mogu ostati neopažene ili biti zanemarene.
Recenzija je vrsta stručnog djela.

## Uvodno izlaganje
Unatoč svojim nedostacima, recenzija je još uvijek nezaobilazni dio znanstvenog objavljivanja. Ona je koristna ne samo urednicima časopisa i autorima radova, već i samim recenzentima. Recenzenti dobivaju povlasticu uvida u najnovija istraživanja i još neobjavljene rezultate kolega koji se bave njihovim područjem rada. Recenziranjem oni usavršavaju vještinu kritičke procjene znanstvenih radova, koja može biti koristna i u njihovu vlastitu profesionalnom radu i usavršavanju. 
Smjernice koje smo iznijeli u ovome članku mogle bi pomoći liječnicima da odgovore na eventualnu zamolbu urednika znanstvenog časopisa i na zadovoljavajući način ocijene dani rad. Smjernice su namijenjene prije svega manje iskusnim recenzentima, ali mogu poslužiti i kao podsjetnik za one iskusnije.

## Čemu služi recenzija?
Dobra recenzija, ona koja proniče u dubinu podastrtoga istraživanja, a sama je jasna, bitno povećava znanstvenu vrijednost rada koji se ocjenjuje. Ocjenjivač ima ulogu edukatora: njegove primjedbe i komentari obogaćuju autorovo znanje i sposobnost provođenja istraživanja i izvješćivanja o njima.Istina je da recenzijski postupak ima mnogo nesavršenosti i mana. Prva greška je biti subjektivan, jer se tako izmiče svakom nadzoru i usustavljenju. Kritičari također tvrde da je recenzijski postupak spor, skup, pristran i podložan zloporabama. No, činjenica je da bez recenziranja članaka urednici ne bi mogli izdavati časopise. Recenzija istovrstnika jest kralježnica objavljivanja članka, a objavljivanje članaka osnova je prikupljanja ljudskoga znanja. Proistječe da svatko onaj tko želi objavljivati svoja znanstvena izvješća automatski prihvaća i to da sam bude ocjenjivač.No, ocjenjivanje donosi i izravne koristi. Ono je prilika za učenje, izvor je najnovijih informacija i zapravo uzbudljiv posao. Ocjenjivanje proširuje i povećava ocjenjivačevo znanje i informiranost, donosi užitak i ljepotu znanstvene rasprave i razmjene informacija i stvara osjećaj ispunjene odgovornosti. Ocjenjivač dobiva privilegiju uvida u najnovija istraživanja i još neobjavljene rezultate kolega koji se bave njegovim područjem rada. On također povećava svoju vještinu kritičke procjene znanstvenih radova, koja može biti korisna i u njegovu profesionalnom radu i usavršavanju. Da bi recenzija bila kvalitetno odrađena i napisana, ocjenjivač mora znati ocijeniti djelo objektivno, čak i ako se njemu djelo osobno ne sviđa. Kako bi se to postiglo mora se poštovati ocjenjivačkih pravila i zakonitosti o ocjenjivanju. Pisanjem kvalitetnih recenzija ocjenjivač jača svoj znanstveni ugled, a ocjenjivanje radova može biti i vrlo vrijedna stavka u životopisu. Postoji i međunarodna inicijativa da se ocjenjivanje prizna i boduje kao stručno usavršavanje.

## Što je potrebno za dobru recenziju?
Odgovornost. Dobar ocjenjivač ima jasan osjećaj odgovornosti prema svojim kolegama i stoga nastoji ocjenu napraviti na vrijeme, pošteno i najbolje što može. Ostaviti svoj dojam za sebe, posvetiti se realnoj i objektivnoj ocjeni. Kvaliteta ocjene znanstvenog članka određena je razinom opće ocjenjivačeve odgovornosti prema poslu kojim se bavi.
Poznavanje literature. Ocjenjivač treba dobro poznavati odgovarajuću literaturu i biti sposoban primijeniti opća znanstvenoistraživačka načela na dani problem. Dobar ocjenjivač umije smjestiti članak u kontekst prethodnih radova iz toga područja, prepoznati ograničenja i slabosti određenog pristupa problemu, te razumjeti na koji način zaključci članka mogu utjecati na kliničku praksu. Ocjenjivač bi također trebao poznavati upute za autore časopisa za koji ocjenjuje članke.
Vrijeme. Ovisno o složenosti izvješća koje se ocjenjuje i podudarnosti njegove teme sa stručnošću ocjenjivača, vrijeme potrebno za poštenu ocjenu članka vrijednoga ocjene iznosi oko tri sata. Nejasno napisani članci povećavaju to vrijeme.
Poznavanje časopisa za koji se ocjenjuje. Znanstveni časopisi međusobno se razlikuju po uređivačkoj politici, prioritetima u objavljivanju i postotku odbijenih radova. Dobar ocjenjivač trebao bi poznavati te značajke časopisa i svojom ocjenom pomoći u prepoznavanju najprikladnijih članaka.

## Prvo čitanje
U prvom čitanju ocjenjivač bi trebao pokušati razumjeti članak i postaviti pitanja glede svih nejasnoća. Njih je najbolje zapisati u tekstu rukopisa, na rubovima ili na poleđini stranice. Prvo čitanje je nalik trijaži tijekom koje ocjenjivač donosi odluku o važnosti i relevantnosti istraživanja.
Čitanje sažetka. U sažetku autor otkriva koje stvari drži najvažnijima u svojemu izvješću. Stoga čitanje sažetka upućuje ocjenjivača što će biti najvažnije pogledati u ustroju istraživanja, postupcima, rezultatima i zaključcima. U tom je času dobro na prvoj stranici napisati opća, široka pitanja koja proistječu iz sažetka, primjerice “Je li ovo stvarno dvostruko slijepo, randomizirano istraživanje?” ili “Što se ovdje nudi nova?”, “Nije li uzorak premali?”, “Ovo je dijagnostičko istraživanje i moralo bi biti napisano prema shemi STARD”. Daljim čitanjem dodaju se nova velika pitanja, a križaju se ona na koja članak dobro i jasno odgovara.
Čitanje članka. U prvom čitanju članka ocjenjivač se treba usredotočiti na znanstvenoistraživački problem o kojemu članak piše. Ocjenjivač mora moći razumjeti sve znanstvenoistraživačke poruke koje autor upućuje. Ponekad je teško razlučiti nejasan prikaz od nejasnoga autorova razmišljanja. O svakoj točki koju ocjenjivač ne razumije, on treba duboko promisliti, pregledati literaturu ili razgovarati o problemu (ali ne o samom članku!) s kolegom koji o tome više zna.

## Drugo čitanje
Drugo čitanje treba obaviti nakon nekoliko sati ili dana, ovisno o raspoloživom vremenu, vlastitom i onom koje je odredio urednik. Drugo čitanje članka počinje provjerom pitanja i primjedaba napisanih na prvoj stranici i uz tekst, koje je ocjenjivač napravio pri prvom čitanju. Potom slijedi procjena vrijednosti članka.
- Prvo, što god ne razumije ocjenjivač, u načelu neće razumjeti ni čitatelji, pa ocjenjivač treba slobodno prigovoriti svemu što ga ometa u čitanju i shvaćanju članka. Pritom nije potrebno kritizirati opći stil članka, jer se tu ukusi smiju razlikovati. Također ne treba ispravljati pogreške u gramatici, pravopisu i interpunkciji, jer se time bavi jezični urednik, a ne ocjenjivač. Ipak, opća ocjena jezične kvalitete rada može biti korisna uredniku.
- Drugi je kriterij procjena znanstvene snage članka, a napose vrsnoće razmišljanja i poštovanja znanstvenih načela i znanja u području.
- Naposljetku se procjenjuje koliko je izvješće važno. Tu se ne treba ravnati prema trenutnoj modi u području istraživanja, nego se valja osloniti na procjenu snage istraživačkih postupaka, podataka i zaključaka. Važan je samo onaj članak koji je i znanstveno jak i donosi stvarno neku novu spoznaju. Vrijednost članka ne procjenjuje se prema tome je li iz područja temeljnih medicinskih istraživanja ili je to kliničko (javnozdravstveno) istraživanje. Klinička privlače mogućnošću primjene, a temeljna širinom značenja, ali u oba je područja napravljeno toliko vrijednih stvari da samo područje ne pravi razliku u vrijednosti.

## Zaključak
Ugled ili utjecaj autora ne smiju utjecati na ocjenu. Ocjenjivač koji ugledniku popušta, čini štetu i njemu i časopisu za koji ocjenjuje. S druge strane, pisanje recenzije ne smije se zlorabiti kao prilika za osvetu. Kritike moraju biti usmjerene isključivo na članak, a ne na osobe koje su ga napisale. Bilo kakve osobne primjedbe krajnje su neprimjerene i urednici nastoje spriječiti njihovo prosljeđivanje autorima .

## Vanjske poveznice
- Recenzija Škoberneovih knjiga o Budinjaku, Obavijesti hrvatskog arheološkog društva, 2, god. XXXIV/2002., str. 142-146